# Alchevsk
Alchevsk (en ucraniano: Алчевськ; en ruso: Алчевсь) es una ciudad ucraniana perteneciente al óblast de Lugansk. Situada en el este del país, hasta 2020 era centro del área municipal de Alchevsk, pero hoy es parte del raión de Alchevsk y del municipio (hromada) homónimo.
La ciudad se encuentra ocupada por Rusia desde la guerra del Dombás, siendo administrada como parte de la de facto República Popular de Lugansk.

## Toponimia
Entre 1931 y 1961, la ciudad se llamó Voroshilovsk (en ucraniano: Ворошиловськ) en honor a Kliment Voroshílov. Entre 1961 y 1991, el nombre del lugar fue Komunarsk (en ucraniano: Комунарськ), por la Comuna de París

## Geografía
Alchevsk se encuentra 44 km al este de Lugansk.

## Historia
Alchevsk se fundó en 1895 con el establecimiento de una fábrica de hierro y lleva el nombre del industrial ruso Aleksei Alchevski, quien fundó la Sociedad Metalúrgica Donetsk-Yuriev. En 1901, la estación y el asentamiento pasaron a llamarse Alchevsk en honor al empresario. Los trabajadores de Alchevsk participaron activamente en la revolución rusa de 1905, pero el levantamiento fue derrotado.
Durante la guerra civil rusa, el gobierno de Alchevsk cambió varias veces. El 26 de abril de 1918 las tropas de la República Popular de Ucrania entraron en la ciudad. En diciembre de 1918, los cosacos del Don del general Krasnov, En el verano de 1919 llegó el Ejército Blanco de Denikin pero el 26 de diciembre de 1919 se estableció el gobierno bolchevique de forma permanente.
En 1932 el lugar se convirtió en ciudad. Entre 1931 y 1961, la ciudad se llamó Voroshilovsk (en ucraniano: Ворошиловськ). Desde 1961 a 1991, el nombre oficial fue Komunarsk (en ucraniano: Комунарськ) en honor a la comuna de París. Después de la disolución de la Unión Soviética, la ciudad volvió a llamarse Alchevsk.
Durante la Segunda Guerra Mundial, en 1942-1943, los nazis operaron una prisión de la Gestapo en la ciudad.
En la primavera de 2014, la ciudad se convirtió en uno de los centros de actividad de las fuerzas prorrusas. Las primeras manifestaciones tuvieron lugar a principios de marzo, al mismo tiempo que los activistas prorrusos crearon la organización Guardia de Alchevsk. A partir de mediados de abril de 2014, debido a la guerra del Dombás, Alchevsk estuvo controlada por la autoproclamada República Popular de Lugansk y no por las autoridades ucranianas.Durante las batalla de Debáltseve y sus alrededores, las unidades separatistas la utilizaron como trampolín para atacar a las tropas ucranianas que defendían el saliente de Debáltseve. Según un estudio realizado en septiembre de 2015, una cuarta parte de la población de antes de la guerra abandonó la ciudad y el número de residentes quedó en 82.370.
Después de las anexiones rusas del sur y el este de Ucrania en 2022, durante la invasión rusa de Ucrania, la ciudad ahora es reclamada por la propia Rusia.El 30 de julio de 2022, las Fuerzas Armadas informó de la destrucción de un almacén ruso de municiones en Alchevsk.

## Demografía
La evolución de la población de Alchevsk entre 1926 y 2022 fue la siguiente:
| 9308                                                          | 16 018 | 54 531 | 97 561 | 122 818 | 119 756 | 125 502 | 119 193 | 116 954 | 115 484 | 109 772 | 107 438 | 106 062 |
| (Fuente: Cities & Towns of Ukraine y UKRAINE: Größere Städte) |        |        |        |         |         |         |         |         |         |         |         |         |

Según el censo de 2001, el 51,57% de la población son ucranianos, el 44,69% son rusos y el resto de minorías. En cuanto al idioma, la lengua materna de la mayoría de los habitantes, el 83,6%, es el ruso; del 15,3% es el ucraniano.

## Economía
Las ramas principales de la industria de Alchevsk son la metalúrgica y la química. Alchevsk es uno de los centros industriales más grandes del Dombás y comprende una cuarta parte de toda la producción del óblast. También se desarrolla la industria electromecánica, ligera y alimentaria.

## Infraestructura

### Educación
La Universidad Técnica del Dombás, fundada en 1957, tenía su sede en Alchevsk.

### Transporte
Alchevsk se encuentra en la carretera internacional M4-E50, por la que se puede llegar a Lugansk. 

## Cultura

### Deporte
La ciudad alberga el club de fútbol FC Stal Alchevsk, que milita en la Persha Liha (segunda división ucraniana).

## Galería

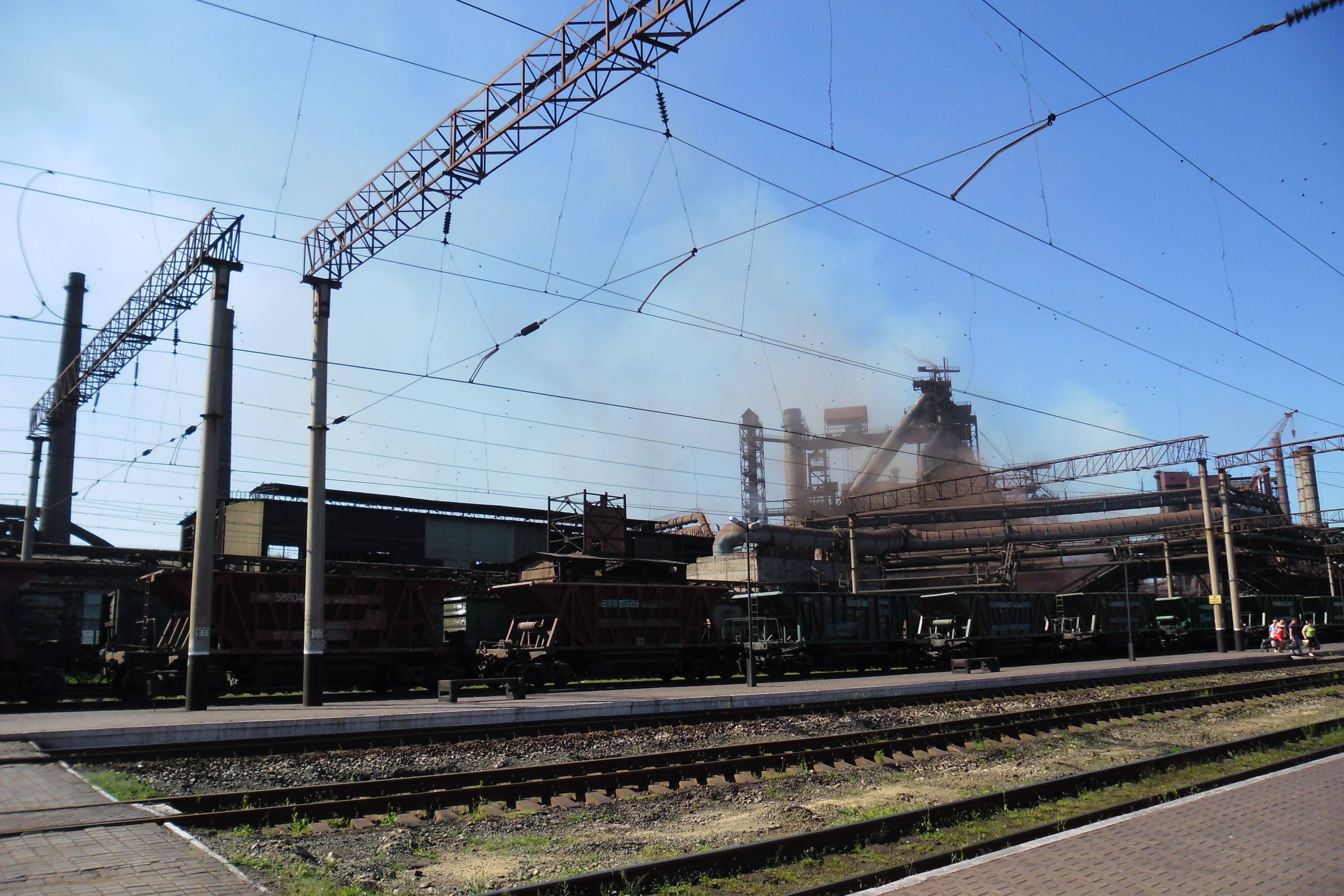
Planta metalúrgica de Alchevsk
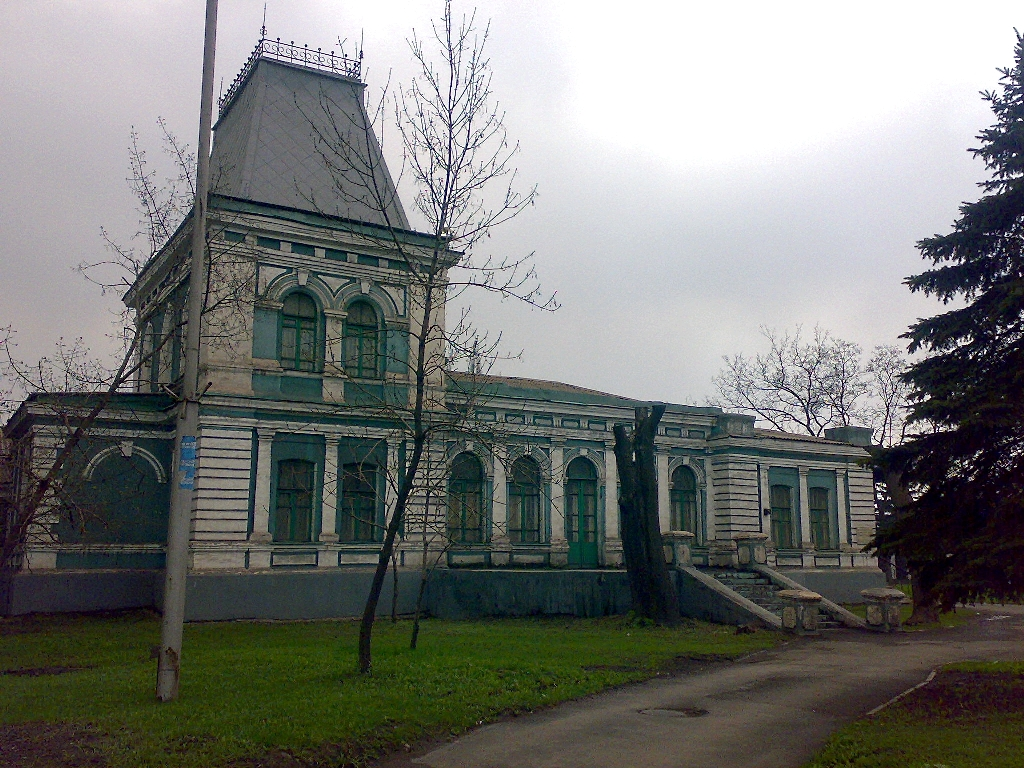
Casa del director
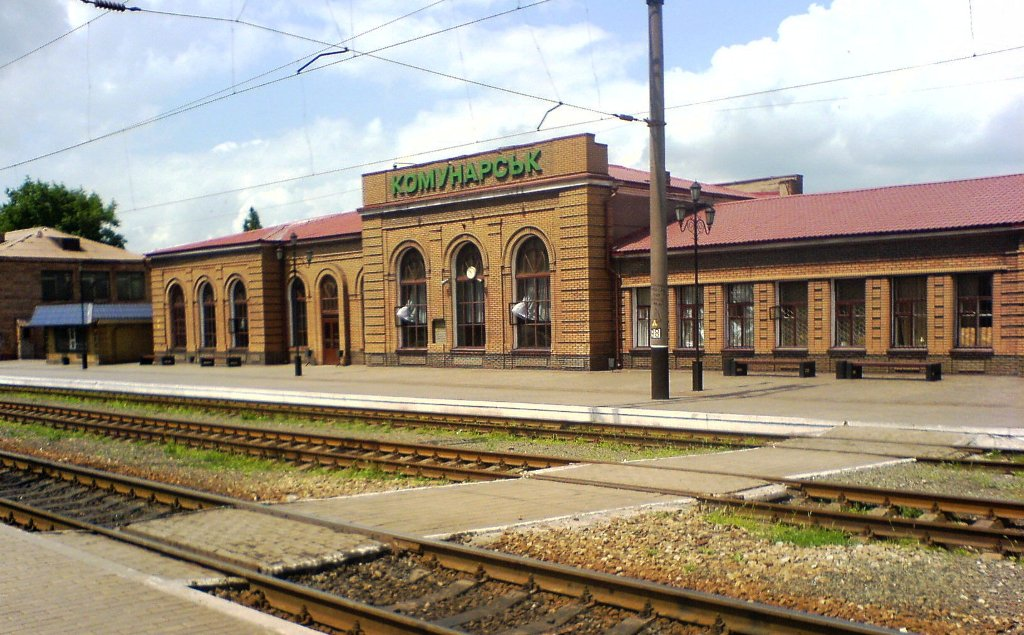
Estación de trenes de Alchevsk
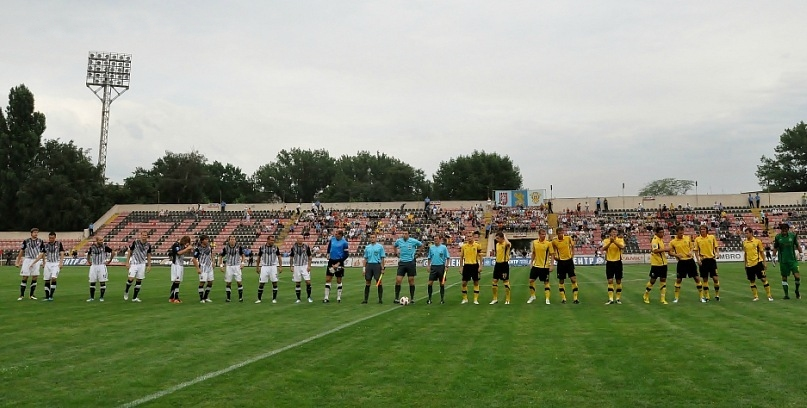
Estadio Stal
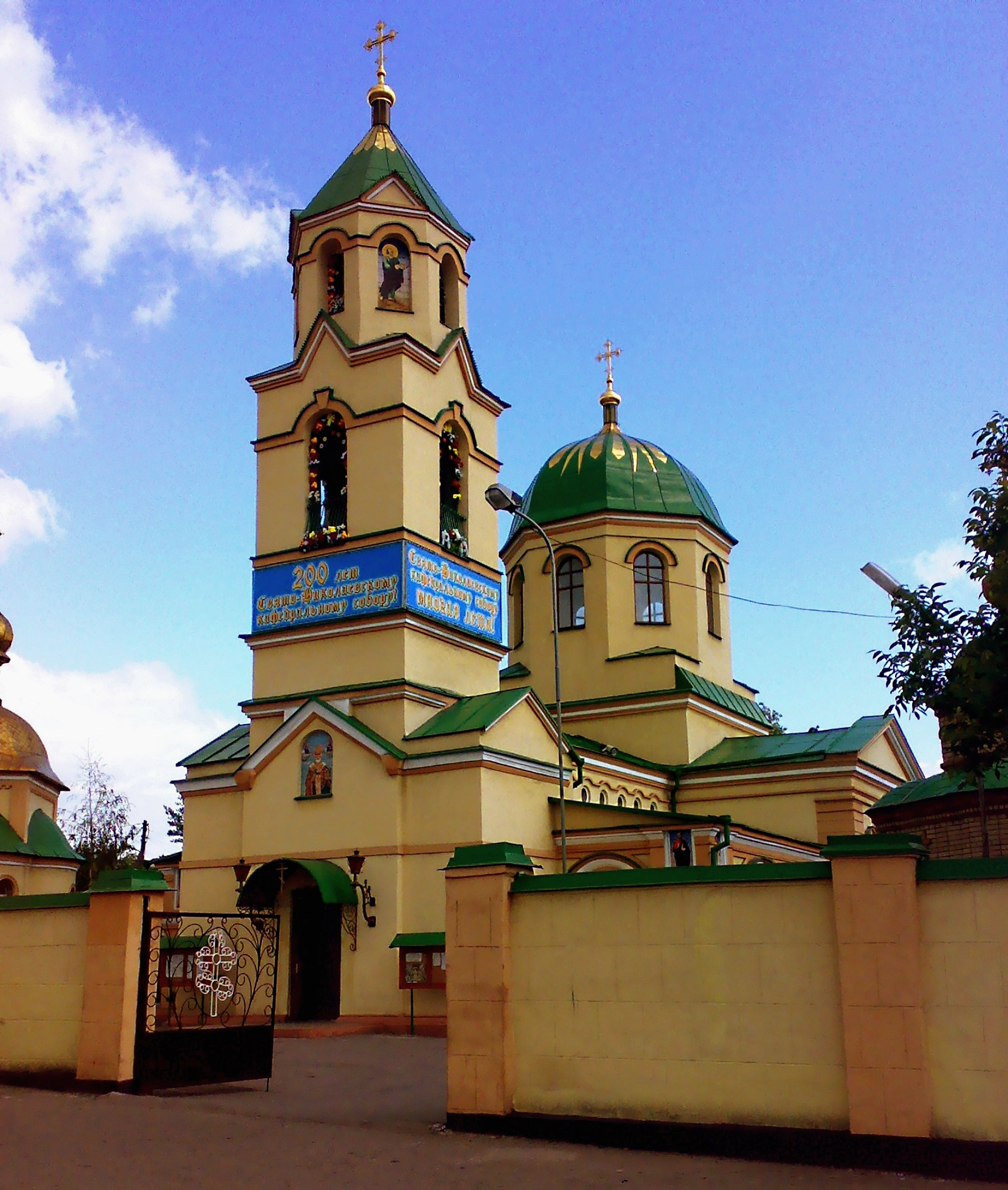
Catedral de Alchevsk

## Ciudades hermanadas
Alchevsk está hermanada con las siguientes ciudades:
- Dunaújváros, Hungría.
- Dąbrowa Górnicza, Polonia.